# Montagnes

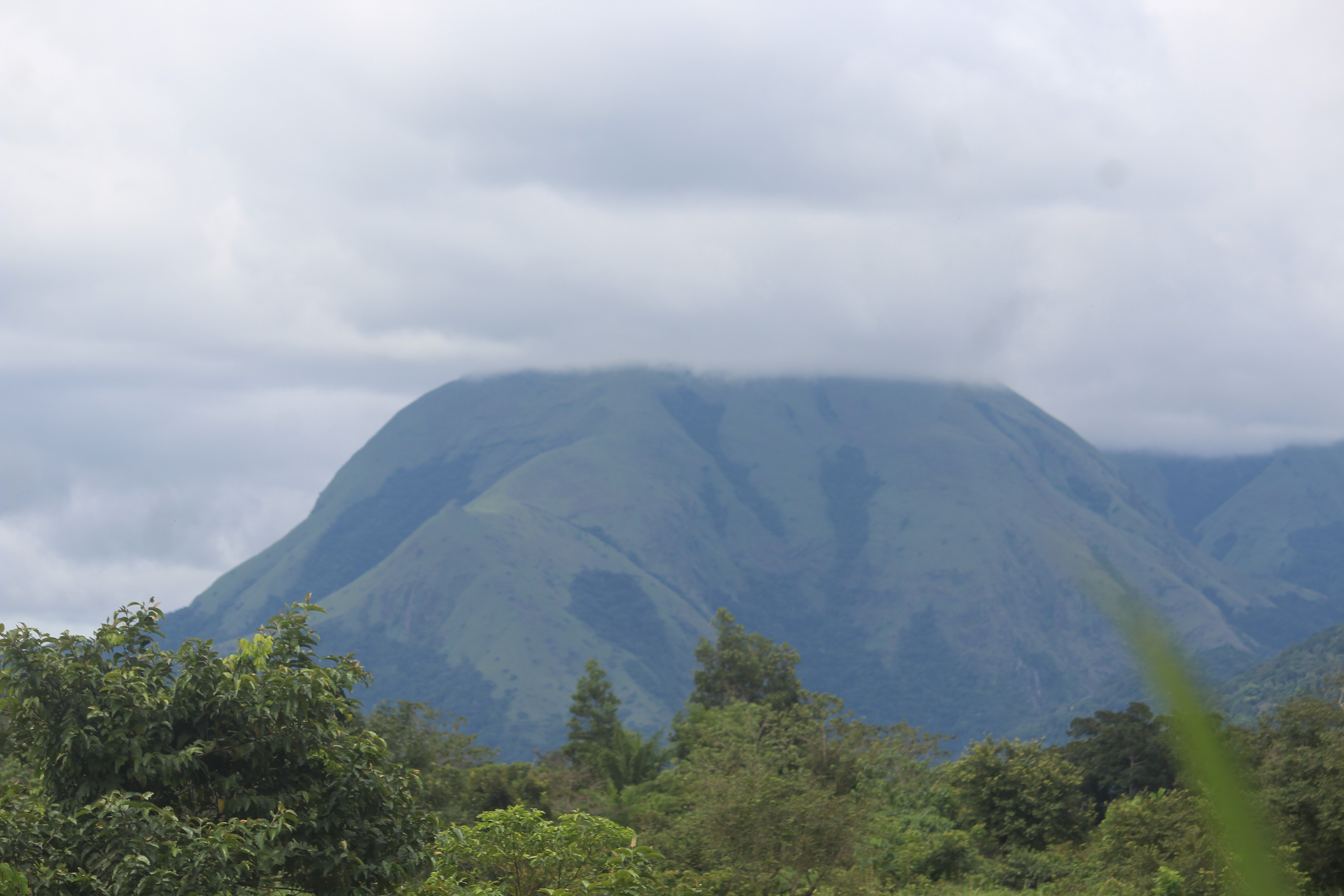
Mont Nimba

Montagnes is een district van Ivoorkust met als hoofdstad Man. Het district heeft een oppervlakte van 31.050 km² en telde in 2014 2.371.920 inwoners.
Het district werd opgericht na de bestuurlijke herindeling van 2011.

## Grenzen
Het district wordt in het westen begrensd door Guinee en Liberia en in het oosten door de Sassandra. Het grenst aan de Ivoriaanse districten Woroba, Sassandra-Marahoué en Bas-Sassandra.

## Regio's
Het district is verder opgedeeld in drie regio's:
- Cavally
- Guémon
- Tonkpi

Verder telt het district 13 departementen, 73 sous-préfectures en 17 gemeenten (communes).

## Bestuur
In december 2021 werd Albert Flindé minister-gouverneur van het district.

## Natuur
De nationale parken Mont Péko en Taï liggen geheel of gedeeltelijk in het district.